# Cauza Nistor vs. România
Cauza Nistor vs. România (petiția numărul 14565/05, hotărârea din 2 noiembrie 2010) reprezintă o cauză judecată de către Curtea Europeană a Drepturilor Omului în care România a fost condamnată pentru violarea articolului 8 din Convenția Europeană a Drepturilor Omului. În această speță Curtea a stabilit că deși autoritățile naționale competente în materie beneficiază de o anume marjă de apreciere, totuși imposibilitatea reclamanților de a-și exercita dreptul de vizitare reprezintă o atingere disproporționată adusă dreptului la respectarea vieții de familie.

## Descrierea cazului
Apelanții sunt mama, respectiv bunicii din partea mamei, a unui copil născut în 1998. Părinții copilului au plecat în Italia în 2000 și bunica din partea tatălui a fost numita tutore în absența acestora. După ce părinții au divorțat, copilul a fost încredințat tatălui pe motiv că ar ține legătura cu copilul, spre deosebire de mamă. Bazându-se pe art. 8 (dreptul la respectarea vieții private și de familie) reclamanții s-au plâns de refuzul de a renunța la limitările impuse în a interacționa cu copilul și despre imposibilitatea de a-și exercita dreptul din cauza inactivității autoritarilor.

## Decizia Curții
- Conștientă de faptul că dificultățile întâmpinate în executarea hotărârii de punere în aplicare a programului de legături personale provin din animozitatea existentă între cei doi părinți și familiile acestora, Curtea de la Strasbourg a considerat că autoritățile ar fi trebuit să intervină pentru conciliere, fără să le revină, bineînțeles, o obligație în privința rezultatului. Curtea nu a putut admite ca reclamanții să fie considerați răspunzători de ineficiența hotărârilor sau a măsurilor luate de autorități în vederea stabilirii unor contacte efective. Prin urmare Curtea a considerat că autoritățile competente nu au depus eforturi rezonabile pentru a facilita contactele regulate între reclamanți și minor, în condițiile existenței unei hotărâri judecătorești de stabilire a unui program de vizitare. În consecință, în pofida marjei de apreciere de care beneficiază autoritățile competente în materie, imposibilitatea reclamanților de a-și exercita dreptul de vizitare a fost interpretată, în cazul de față, ca o atingere disproporționată adusă dreptului la respectarea vieții de familie, garantat de art. 8 din Convenție. Pentru violarea art. 8 statul român a fost obligat la plata sumei de 5000 euro mamei copilului și 5000 euro bunicilor, cu titlu de daune morale, respectiv 2500 euro cu titlu de cheltuieli acordate mamei.
- Curtea a respins însă capetele de cerere întemeiate pe art. 14 din Convenție și pe art. 5 din Protocolul nr. 7 la Convenție.